# هوية بولندية ليتوانية

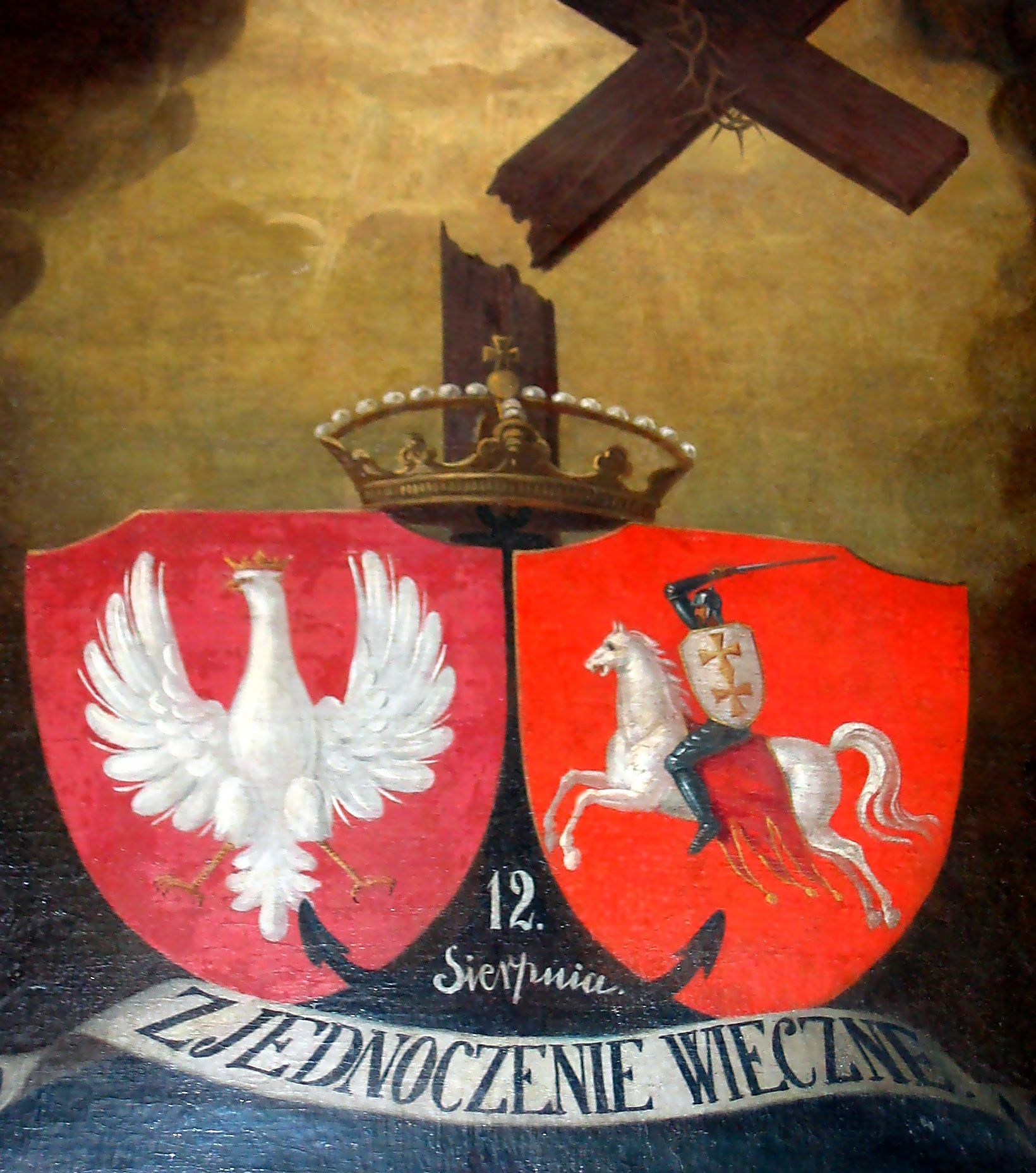
رسم إحياء ذكرى الاتحاد البولندي الليتواني؛ كاليفورنيا من عام 1861. الشعار يُقرأ «الاتحاد الأبدي».

الهوية البولندية الليتوانية تصف الأفراد والجماعات التي لها تاريخ في الكومنولث البولندي الليتواني أو ذات روابط وثيقة بثقافتها. أنشأ هذا الاتحاد، والذي تم تأسيسه رسمياً من قبل اتحاد لوبلين عام 1569 بين مملكة بولندا ودوقية ليتوانيا الكبرى، لتُصبح دولة متعددة الأعراق ومتعددة الطوائف تقوم على أساس السلطات الملزمة للهوية الوطنية والثقافة المشتركة بدلاً من الانتماء العرقي أو الديني. تم استخدام المصطلح البولندي الليتواني لوصف المجموعات المختلفة التي تقيم في الكومنولث، بما في ذلك المجموعات التي لم تكن جزء من العرق البولندي أو الليتواني أو الإيمان الروماني الكاثوليكي الذي كان سائداً فيها.
العديد من الشخصيات المشهورة من التاريخ الليتواني والبولندي، مثل آدم ميتسكيفيتش، ويوزف بيوسودسكي، وميكولاس رومرييس، وتيودور ناروت وتشيسلاف ميلوش، عرَّفوا أنفسهم بهذه الهوية البولندية الليتوانية.
قد يكون استخدام مصطلح «البولنديَّة-الليتوانيَّة» في هذا السياق محيرًا، خاصةً أن هذا المصطلح يُختصر إلى «بولندي» فقط، أو يساء تفسيره على أنه مزيج بسيط من الاستخدام القومي للقرن العشرين للمصطلح البولندي والليتواني، واعتمادًا على هذا السياق، قد يشمل العديد من المجموعات العرقية التي سكنت الكومنولث.